# Rognon (minéral)
Pour les articles homonymes, voir Rognon.

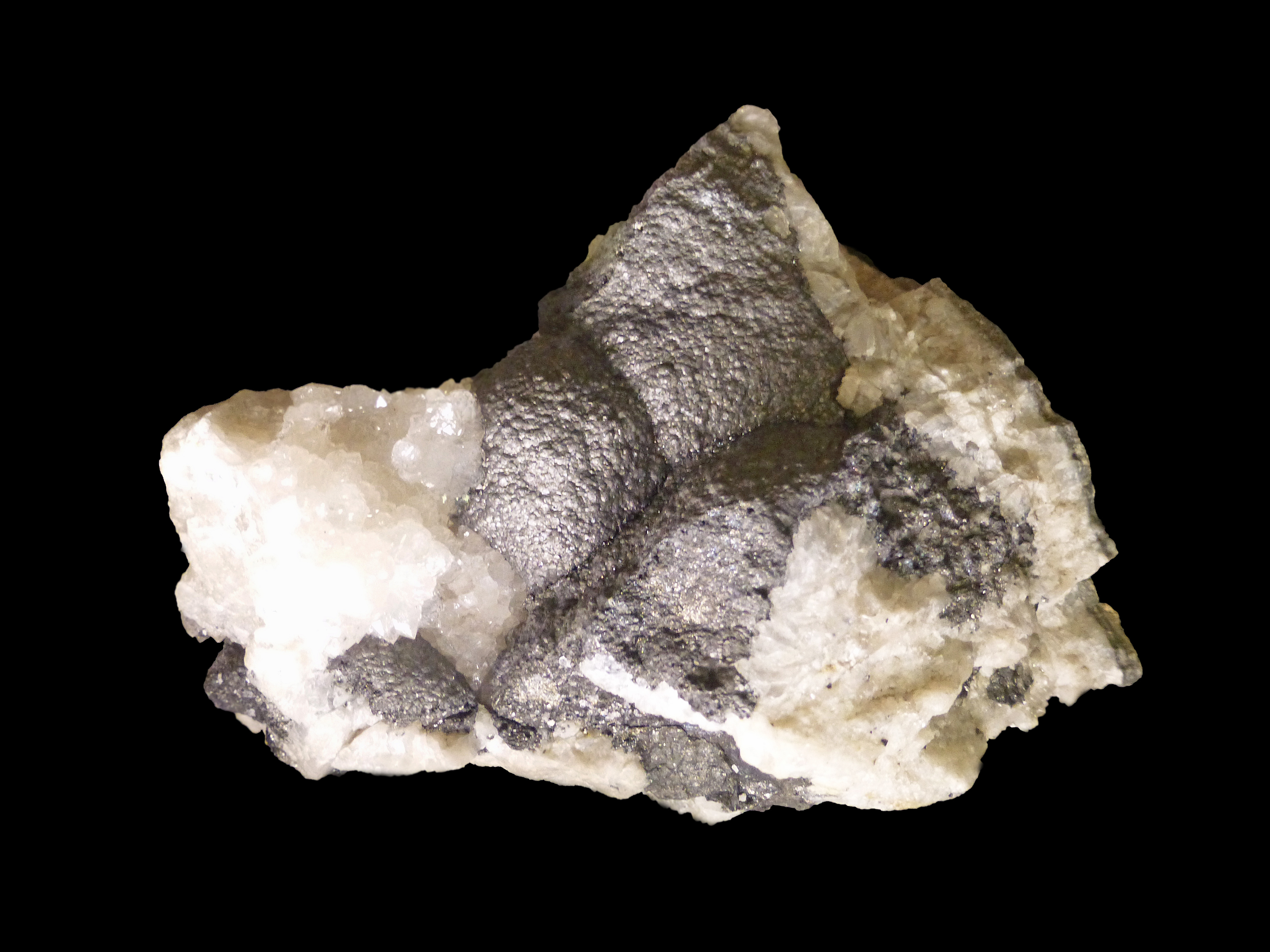
Un rognon d'arsenic natif tapissé de cristaux.

Un rognon est un petit bloc minéral arrondi irrégulièrement et enveloppé d'une roche différente (exemple : rognon de silex). Une mine de rognons est une mine où le minerai est par bloc au lieu d'être en ligne ou en filon. Certaines mines d'or, de fer ou de charbon sont de ce type.